# Qāpqovī
Qāpqovī är en ort i Iran.   Den ligger i provinsen Kermanshah, i den västra delen av landet, 500 km väster om huvudstaden Teheran. Qāpqovī ligger 1 679 meter över havet och antalet invånare är 270.
Terrängen runt Qāpqovī är kuperad.Runt Qāpqovī är det ganska tätbefolkat, med 185 invånare per kvadratkilometer. Närmaste större samhälle är Ḩomeyl, 16,3 km väster om Qāpqovī. Omgivningarna runt Qāpqovī är i huvudsak ett öppet busklandskap.